# The Kid Brother
The Kid Brother (bra: O Caçula; prt: Levado da Breca) é um filme mudo norte-americano de 1927, do gênero de comédia, dirigido por Ted Wilde, J.A. Howe e Lewis Milestone e estrelado por Harold Lloyd.
Foi bem-sucedido e popular após o lançamento e hoje é considerado pelos críticos e fãs como um dos melhores filmes de Lloyd, integrando elementos de comédia, romance, drama e desenvolvimento do caráter. Seu enredo é uma homenagem a um filme de 1921, chamado Tol'able David, dirigido por Henry King, embora seja um remake de um curta-metragem de Hal Roach, The White Sheep, lançado em 1924, estrelado por Glenn Tryon.

## Elenco
- Harold Lloyd – Harold Hickory
- Jobyna Ralston – Mary Powers
- Walter James – Jim Hickory
- Leo Willis – Leo Hickory
- Olin Francis – Olin Hickory
- Constantine Romanoff – Sandoni
- Eddie Boland – "Flash" Farrell
- Frank Lanning – Sam Hooper
- Ralph Yearsley – Hank Hooper